# 達利涅耶湖

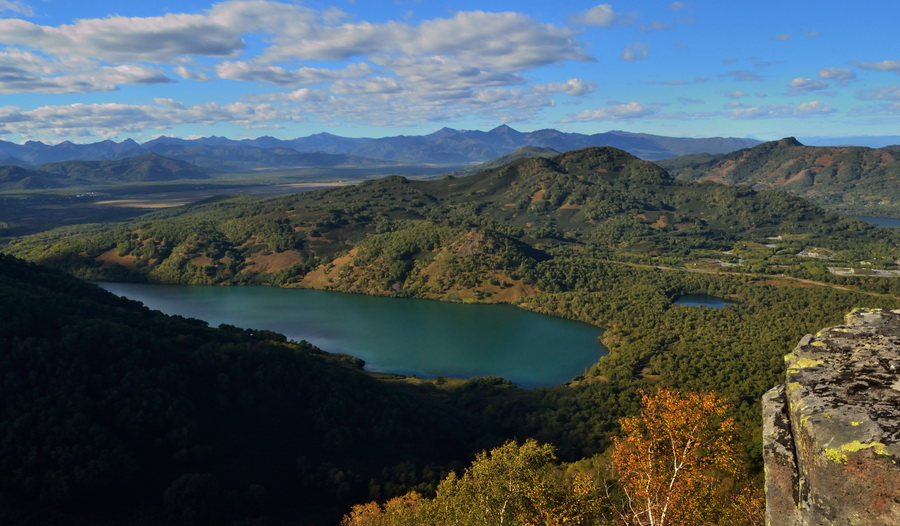

52°55′59″N 158°21′04″E / 52.933045°N 158.351121°E
達利涅耶湖（俄语：Дальнее озеро），是俄羅斯的湖泊，位於該國東北部，由堪察加邊疆區負責管轄，長2.5公里、寬0.05公里，面積1.31平方公里，海拔高度29.7米，湖岸線長度6.1公里，集水區面積14.7平方公里，平均水深31.5米，最大水深60米。